# Polydesmus picteti
Polydesmus picteti är en mångfotingart som beskrevs av Henri Saussure 1859. Polydesmus picteti ingår i släktet Polydesmus och familjen plattdubbelfotingar. Inga underarter finns listade i Catalogue of Life.